# Neubritannien-Flughund

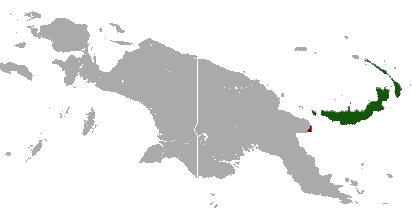
Verbreitungsgebiet (grün) vor der Abspaltung des Neuirland-Flughundes, bei Wanderungen erreichte Gebiete in braun

Der Neubritannien-Flughund (Pteropus capistratus) ist ein in der Region Australis verbreitetes Fledertier in der Gattungsgruppe der Eigentlichen Flughunde. Die Population wurde bis in die 1990er Jahre dem Temminck-Flughund (Pteropus temminckii) zugeordnet. Die Herkunft des Typusexemplars von Neuirland ist umstritten.

## Merkmale
Mit einer Kopf-Rumpf-Länge von 145 bis 192 mm, mit 102 bis 122 mm langen Unterarmen sowie mit einem Gewicht von 165 bis 290 g ist diese schwanzlose Art mittelgroß innerhalb der Gattung Pteropus. Sie hat 31 bis 45 mm lange Hinterfüße und 18 bis 26 mm lange Ohren. Der Kopf ist durch eine kurze Schnauze mit rotbrauner Nase, mit großen Augen, die eine braune Iris besitzen und mit dreieckigen abgerundeten Ohren gekennzeichnet. Typisch ist die weiße Gesichtsmaske mit dunklen Streifen auf dem Nasenrücken und unter den Augen. Um den Hals bilden Haare, die an den Wurzeln dunkelbraun und an den Spitzen gelb bis rötlich sind, einen auffälligen Kragen. An den Schultern befinden sich Drüsen, die bei Männchen mit Borsten umgeben sind. Auf der Oberseite erzeugen Haare mit hellgrauer Basis und braunen Spitzen ein graubraunes Fell. Die Unterseite ist, mit Ausnahme der nackten Waden mit hellbraunem Fell bedeckt. Auf den hellbraunen Flughäuten sind die Venen dunkel abgesetzt. Der Neubritannien-Flughund hat ein weniger robustes Gebiss.

## Verbreitung
Dieser Flughund lebt auf Neubritannien und auf kleineren Inseln des Bismarck-Archipels. Populationen des Neuirland-Flughundes (Pteropus ennisae) zählen nicht mehr zur Art. Die Exemplare halten sich im Flachland und in Gebirgen bis 1200 Meter Höhe auf. Sie bewohnen Wälder, Plantagen und Gärten.

## Lebensweise
Der nachtaktive Neubritannien-Flughund ruht im Blattwerk von Helikonien oder von anderen Pflanzen in mittlerer Höhe des Bewuchses. Im Versteck halten sich einzelne Individuen, Paare oder kleinere Gruppen auf. Diese Art frisst verschiedene Früchte, wie Feigen, Muntingia calabura oder Trema orientalis, die mit Blüten von Kokospalmen und anderen Gewächsen komplettiert werden.
Pro Geburt kommt ein Neugeborenes vor. Ältere Jungtiere werden vor ihrer Flugfähigkeit in einem Versteck zurückgelassen. Bei einigen Männchen kam Milchfluss an den Brustwarzen vor. Jungtiere sind nach ein bis zwei Jahren geschlechtsreif. Der Schrei dieses Flughundes gleicht Vogelgezwitscher.

## Gefährdung
Der Bestand ist durch Landschaftsveränderungen bedroht. Laut Schätzungen betrug die Population an erwachsenen Exemplaren im Jahr 2021 zwischen 9000 und 10.000 Tiere. Die IUCN listet den Neubritannien-Flughund als gefährdet (vulnerable).